# One Wall Centre
One Wall Centre, známý také jako Sheraton Wall Centre – North Tower, je druhý nejvyšší mrakodrap v kanadském městě Vancouver. Dokončen byl v roce 2001 podle návrhu Busby and Associates Architects. V ten samý rok vyhrál cenu Emporis Skyscraper Award za nejlepší nový mrakodrap. One Wall Centre má celkově 48 podlaží a dosahuje do výšky 150 m.